# 1586 en philosophie
Chronologie de la philosophie
- 1582
- 1583
- 1584
- 1585
- 1586
- 1587
- 1588
- 1589
- 1590

L’année 1586 a été marquée, en philosophie, par les événements suivants :

## Publications
- Giovanni Battista Della Porta (Giambattista della Porta), De humana physiognomonia, Giuseppe Cacchi, 1586 (lire en ligne)

- Giordano Bruno : 
  - Dialogi duo de Fabricii Mordentis Salernitani (1586).
  - Idiota triumphans (1586).
  - De somni interpretatione (1586).
  - Animadversiones circa lampadem lullianam (1586).
  - Lampas triginta statuarum (1586), magie.
  - Centum et viginti articuli de natura et mundo adversus peripateticos (1586).

## Naissances
- Kocc Barma Fall[1] (1586-1655[2]) est un philosophe sénégalais. De son vrai nom Birima Maxuréja Demba Xolé Faal (Birima Makhourédia Demba Kholé Fall), Kocc Barma Fall fut certainement le plus grand penseur et philosophe sénégalais et l'un des plus grands en Afrique. Son imagination fertile, sa vivacité d'esprit et ses maximes métaphoriques font partie de l'univers de la culture wolof. « Suñu màam kocc » (notre grand-père), comme l'appellent affectueusement les Sénégalais, était aussi soucieux de l'injustice des damels (titre du roi du Cayor) envers le peuple. Durant toute sa vie il a eu à affronter certains Damels jugés injustes et tyranniques.

- 26 février à Ferrare : Niccolo Cabeo, également connu sous le nom Nicolaus Cabeus, mort le 30 juin 1650 à Gênes, est un jésuite philosophe, théologien, ingénieur, physicien et mathématicien italien.

- 15 septembre à Anvers : Antoon Sanders, universellement connu dans la République des Lettres sous son nom latinisé d’Antonius Sanderus et dans les lettres françaises sous celui d’Antoine Sandérus, est un poète, philosophe, théologien et historien brabançon, de langue latine, décédé à l'abbaye d'Affligem le 10 janvier 1664.

## Décès
- 1er juin à Rome : Martin d'Azpilcueta, né à Barásoain en Navarre le 13 décembre 1491, surnommé « Doctor Navarrus » ou "Navarre", est un canoniste et théologien basque-espagnol[3],[4]. Il est le premier à développer la théorie quantitative de la monnaie et l'un des plus grands intellectuels de son temps ; il appartenait à l'École de Salamanque.